# ごまだし

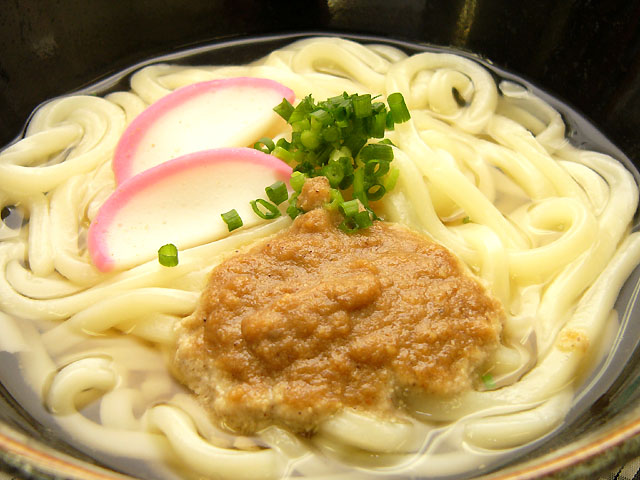
ごまだしうどん

ごまだしは、焼いたエソ類などの魚の身、胡麻を擂り潰して、醤油等を混ぜて作られる大分県佐伯市の調味料である。湯に溶き入れ、うどんと共に「ごまだしうどん」として食すのが一般的で、この「ごまだしうどん」は農山漁村の郷土料理百選に選定されている。

## 概要
丼に茹でたうどん玉を入れ、ごまだしを載せて、湯を掛けて、「ごまだしうどん」とするのが最も一般的な食べ方である。食べる際には、ごまだしと湯、うどんを良くかき混ぜていただく。また、うどんだけではなくそうめんを使ったり、その他の麺類や茶漬けのようにご飯等を用いた料理のトッピングや調味料として利用されることもある。他に豆腐や茹でた野菜などと和えて一品を作ることもできる。ゴマには酸化防止作用があるため保存が利く。広口の瓶に入れておけば、夏は1週間、冬は1ヶ月は保存が利く。
ごまだしは家庭で作られていたため、その味は各家庭により様々である。うどんのだしとして用いる場合には、ごまだしや湯の量を各自の好みにより加減できるので、さらに個人によっても薄味、濃味が存在する。「ごまだし」はさまざまな料理に活用されるが、地元ではうどんに合わせて食べるのが一般的である。食堂でも「ごまだしうどん」をメニューとしているところがあるが、各店でだしの味は異なる。
佐伯は豊後水道を挟んで隣り合う四国との交流が古くからあり、現在も高知県宿毛市との間にフェリーが運行されているが、讃岐うどんをはじめとする四国のうどんの影響はさほど受けてない。ごまだしうどんは、唯一の佐伯独自のうどん料理であるが、本来家庭料理であることもあり、佐伯市には現在もうどん専業店は少なく、食堂や居酒屋で提供される方が多い。

## 歴史
発祥の由来は定かではない。大量にとれた魚を処理するため、あるいは漁師の妻が出汁をつくる手間を省くために生まれたと言われる。
「佐伯の殿様、浦でもつ」と謳われるように、佐伯は水産物が豊富な土地で、新鮮な寿司でも知られている。ごまだしは元々は観光客向けの食材ではなく、水産物が豊富な佐伯の漁師の家庭で、エソが大量に採れた時の保存食としていつの頃からか作り始められた郷土料理の一つであった。保存性があり、作り置きしてすぐに食べることが可能な便利な調味であるが、近年は保存技術が向上したことで取れすぎた魚の処理に困らなくなったこと、魚の身をほぐす手間がかかること、材料のエソが以前よりも手に入りにくくなったことなどから、家庭で「ごまだし」が作られることは少なくなった。エソの代わりに、アジやサバ、イワシなどでも作られる。
近年は佐伯市内において瓶詰めなどの形で市販される物が増えたので、これを利用すれば手軽にごまだしうどんが楽しめるようになった。

## 作り方
- 主原料となる魚としてエソ類（ワニエソ、トカゲエソ、マエソなど）を用いることが多いが、アジ類、カマス類、マダイ、ブリなどを用いることもある。
- 魚は頭と内臓を取り除いた後、焼いて骨と皮を取り除きながら身だけにする。炭火で焼くのが理想的である。
- 上記の魚以外にカタクチイワシの加工品である煮干し（地元ではイリコと呼ぶ）を用いることもある。
- 魚以外の主な材料として炒って擂り潰した胡麻と醤油を用いる。
- これらの材料を徐々に混ぜ合わせて完成させるが、手順は店や家庭により異なる。

醤油以外の調味料として味醂、砂糖、日本酒等を加える店や家庭も多く、出来上がりの味や色の濃淡はもちろん、硬さも液状、ペースト状、団子状と様々である。

## 代表的な店
- 鮮魚店かわべ - 漫画『美味しんぼ』に登場し、テレビ情報番組『はなまるマーケット』でも紹介された。
- 味愉嬉（みゆき）食堂 - テレビ情報番組『知っとこ!』で「アレに合う地・調味料ランキング」の第5位になり、ごまだしの活用法等が紹介された。ごまだしうどん以外にごまだし茶漬けなども提供している。
- 味の店 ゆうちゃん - 佐伯市内町にある居酒屋。2種類のごまだしを使ったごまだしうどんが人気で、佐伯では飲んだ後にごまだしうどんで”しめる”のが日常。

## ごまだしに関する楽曲
- 佐伯ごまだしうどんの唄 - 新屋敷亜熱帯楽団が歌う、沖縄風の応援歌。

## ごまだしのアレンジレシピ
- ごまだしペペロンチーノ
- ごまだし納豆